# Maurice de la Taille
Maurice de la Taille (* 30. November 1872 in Semblançay, Département Indre-et-Loire, Frankreich; † 23. Oktober 1933 in Paris) war ein französischer römisch-katholischer Theologe und Jesuit.
Maurice de la Taille besuchte zunächst die Schule St. Mary’s in Canterbury und das benediktinische St. Augustine College in Ramsgate. Er trat 1890 der Ordensgemeinschaft der Jesuiten in Canterbury bei. Von 1892 bis 1894 studierte er Geisteswissenschaften in Canterbury, von 1894 bis 1897 Philosophie in Jersey. 1898 wurde er an der Pariser Sorbonne promoviert (Ph.L.). Während seines Theologiestudiums von 1898 bis 1902 empfing er 1901 die Priesterweihe. Nach kurzer seelsorgerischer Tätigkeit in Lancastershire wurde er 1905 Professor für Dogmatik an der Université Catholique de l’Ouest in Angers. Von 1916 bis 1918 war er Militärgeistlicher der kanadischen Armee. Von 1919 bis 1931 war er Professor für Theologie an der Päpstlichen Universität Gregoriana in Rom.
Mit seinen Schriften, insbesondere der 1919 veröffentlichten „Mysterium Fidei“ zur Eucharistielehre, beeinflusste er die Liturgische Bewegung seiner Zeit. Karl Rahner war ein profunder Kenner der Werke von Maurice de la Taille.

## Schriften
- Mysterium fidei. De augustissimo corporis et sanguinis Christi sacrificio atque sacramento. Elucidationes L in tres libros distinctae. Beauchesne, Paris 1921.